# 泉山 (佛羅里達州聖羅薩縣)
泉山（英語：Spring Hill）是位於美國佛羅里達州聖羅薩縣的一個人口普查指定地區。

## 地理
泉山的座標為30°46′03″N 86°56′30″W / 30.76750°N 86.94167°W，而該地最高點為海拔高度61米（即200英尺）。

## 人口
根據2010年美國人口普查的數據，泉山的面積為32.430平方千米，當中陸地面積為32.425平方千米，而水域面積為0.005平方千米。當地共有人口160人，而人口密度為每平方千米4人。